# Cesare Peverelli

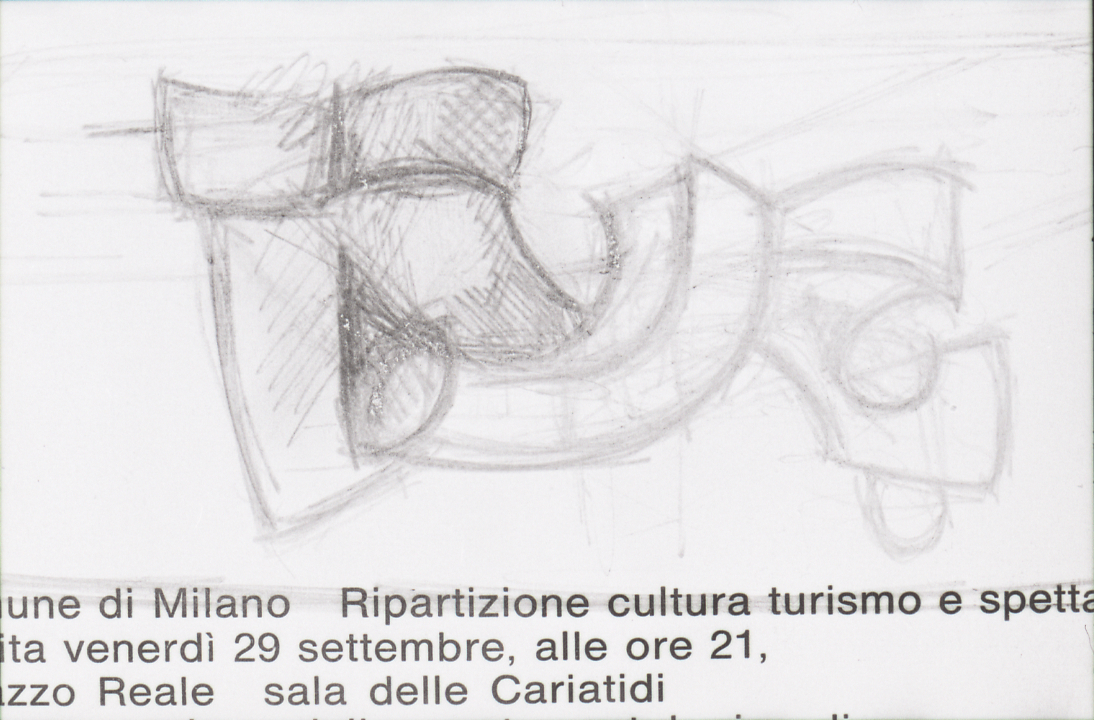
Dessin de Cesare Peverelli (photo de Paolo Monti, Fondo Paolo Monti, BEIC)

Cesare Peverelli, né le 30 mai 1922 à Milan et mort le 11 mars 2000 à Paris, est un peintre italien.

## Biographie
Cesare Peverelli naît le 30 mai 1922 à Milan.
Il fréquente l'Académie de Brera de 1939 à 1944 sous la direction d'Aldo Carpi et d'Achille Funi. En fréquentant le Bar Jamaica durant ces années, il a l'occasion de rencontrer les principales figures de la culture artistique milanaise.
Son amitié avec Ennio Morlotti et les intellectuels du groupe Corrente est importante pour sa formation.
En 1946, il rejoint le groupe "Oltre Guernica". Plus tard, il aborde le spatialisme et le surréalisme.
Avec Giuseppe Ajmone (en), il fonde le magazine Numero.
En 1957, il s'installe à Paris.
En 1963, une de ses œuvres est exposée à l'exposition Contemporary Italian Paintings, qui se tient dans certaines villes australiennes.
Il participe 3 fois à la Biennale de Venise en 1948, en 1950 et la dernière fois en 1960 avec 13 œuvres.
En 1960, la Biennale de Venise lui consacre une salle personnelle.
Il participe à la VIIIe et Xe édition de la Quadriennale de Rome.
En 1972, la ville de Milan lui consacre une exposition anthologique au Palazzo Reale.
En 1976 et 1979, le Musée d'Art Moderne de la Ville de Paris organise d'importantes expositions.
En 1996, la Società per le Belle Arti e Esposizioni Permanente organise une exposition de son travail, dont le commissaire est Flaminio Gualdoni.
Cesare Peverelli meurt en 2000 à l'âge de 78 ans des suites d'un cancer de l'œsophage.

## Expositions

### Personnelles
- 1942 : Bergame[2].
- 1944 : Galleria del Milione - Milan.
- 1947 : Galleria del Camino - Milan.
- 1951 : Galleria del Miglione - Milan.
- 1953 : Galleria San Fedele - Venise.
- 1954 : Galleria del Naviglio - Milan.
- 1957 : Galleria Alexander Iolas - New York[2].
- 1957 : Galleria del Naviglio - Milan.
- 1959 : Galleria dell'Ariete - Milan.
- 1960 : Galleria del Disegno Milan.
- 1961 : Galleria Du Dragon - Paris.
- 1962 : Galerie Point Cardinal - Paris.
- 1962 : Hannover Gallery - Londres.
- 1964 : Galleria Milano - Milan.
- 1965 : Galleria Gissi - Turin.
- 1965 : D'Aendt Galleri - Amsterdam.
- 1965 : Galleria Milano - Milan.
- 1967 : Galerie Lucie Weill - Paris[2].
- 1967 : Galleria 2000 - Bologne.
- 1968 : Galleria La Nuova Pesa - Rome.
- 1969 : Galleria Borgogna - Milan.
- 1969 : Galleria Gissi - Turin.
- 1970 : Galleria Isy Brachot - Bruxelles.
- 1971 : Galleria Gissi - Turin.
- 1971 : Galleria Gastaldelli - Milan.
- 1972 : Galleria Schubert - Milan.

### Collectives
- 1941 : Il Milione - Milan[2].
- 1957 : Galleria Du Dragon - Paris[2].